# Scopula cacuminata
Scopula cacuminata är en fjärilsart som beskrevs av Alpheus Spring Packard 1876. Scopula cacuminata ingår i släktet Scopula och familjen mätare. Inga underarter finns listade.